# Sasajiscymnus tsugae
Sasajiscymnus tsugae (Syn.: Pseudoscymnus tsugae) ist ein Marienkäfer aus der Tribus Scymnini in der Unterfamilie Coccinellinae. Der Käfer ist ursprünglich in Japan beheimatet.

## Merkmale
Zur Tribus Scymnini gehören sehr kleine Marienkäfer. Sasajiscymnus tsugae ist länglich-oval und erreicht eine Länge von nur 1,7 Millimetern und eine Breite von 1,1 Millimetern. Der gesamte Körper ist tiefschwarz und oberseits behaart.
Die Sasajiscymnus-Arten unterscheiden sich von den Scymnus-Arten hauptsächlich durch die Form ihrer sehr kurzen Fühler. Diese haben nur neun Antennenglieder, Scymnus weist elf Antennenglieder auf. Die Fühler von Sasajiscymnus enden mit sehr langen Borsten. Ihre Beine haben nur drei Tarsen-Glieder.

## Entwicklung
Die Eier von Sasajiscymnus tsugae sind oval, 0,48 Millimeter lang und 0,25 Millimeter breit. Sie weisen eine rötlich-orange Färbung auf und besitzen eine durchscheinende Hülle. Die Eier werden einzeln oder in kleinen Gruppen in die Ritzen der Borke von Nadelbäumen gelegt. Die Larven sind nach dem Schlüpfen rötlich-braun, werden aber mit der Zeit grau. Sie wachsen während ihrer Larvenstadien von einer Länge von 1,1 Millimeter bis zu 2,7 Millimeter heran. Die Puppe (viertes Larvenstadium) ist rötlich-braun und 1,9 Millimeter lang sowie 1,1 Millimeter breit. Nachdem der Käfer die Puppenhülle abgestreift hat, ist er hell goldbraun gefärbt, nimmt aber binnen 24 Stunden seine schwarze Färbung an.

## Vorkommen
Die Larven und Käfer von Sasajiscymnus tsugae kommen ursprünglich auf der japanischen Insel Honshū auf den Hemlocktannen Tsuga diversifolia und Tsuga sieboldii vor, wo sie sich von den Larven und adulten Tieren der Pflanzenlaus  Adelges tsugae, einer Verwandten der europäischen Tannenstammlaus, ernähren. Zur biologischen Bekämpfung dieser Blattlaus auf der Kanadischen Hemlocktanne (Tsuga canadensis) wird der Käfer auch im Osten der USA, ausgehend von den Bundesstaaten Connecticut und Virginia, eingesetzt.

## Lebensweise und Ernährung
Der Lebenszyklus von Sasajiscymnus tsugae ist mit dem seiner Beute, der Pflanzenlaus Adelges tsugae eng verkoppelt. Beide Insektenarten produzieren in ihrem natürlichen Lebensraum zwei Generationen pro Jahr. Im Frühling legen die adulten Marienkäfer ihre Eier genau in dem Zeitraum, in dem auch die Anzahl der abgelegten Eier der Pflanzenläuse ihren ersten Höhepunkt erreicht. Die zweite Generation der Käfer erscheint im Juni, zur selben Zeit wie jene von Adelges tsugae. Im Sommer kommt es zu einer 14-tägigen Ruhepause in der Entwicklung der Pflanzenläuse. Die Käfer vertilgen in dieser Zeit die Ruhestadien ihrer Beutetiere.
Unter Laborbedingungen bei konstanten höheren Temperaturen kann Sasajiscymnus tsugae auch drei oder mehr Generationen pro Jahr ausbilden.

## Systematik
Sasajiscymnus tsugae gehört innerhalb der Unterfamilie Coccinellinae zur Tribus Scymnini. Der Käfer wurde 1992 von Mark S. McClure auf der japanischen Insel Honshū gefunden und von ihm und Hiroyuki Sasaji im Jahr 1997 erstmals beschrieben. Er wurde vorerst in die 1962 von Edward A. Chapin neu errichtete Gattung Pseudoscymnus eingereiht. Im Jahr 2004 wurde von Natalia Vandenberg vorgeschlagen, die Gattung Pseudoscymnus in Sasajiscymnus umzubenennen, da der Name Pseudoscymnus bereits ein Synonym für die  Knorpelfisch-Gattung Dalatias (Schokoladenhai) war.

## Belege